# Stade Hinchliffe
Le stade Hinchliffe est un stade de baseball historique de la ville de Paterson, dans l'État du New Jersey, aux États-Unis.
Rénové à des fins scolaires pour une utilisation par les équipes d'athlétisme et de football, il accueille l'équipe de baseball professionnel des Jackals du New Jersey à partir de 2023.

## Historique
Le stade est officiellement ouvert le 8 juillet 1932. Il est baptisé du nom d'un ancien maire démocrate de la ville, John Hinchliffe. 
Le stade a été le domicile de plusieurs clubs professionnels des ligues noires, au temps de la ségrégation raciale dans le baseball. De 1933 à 1937 et de 1939 à 1945, le stade Hinchliffe est le domicile des Black Yankees de New York, et de 1935 à 1936 il est celui des Cubans de New York de la Negro National League. Le stade est le lieu des performances de 20 membres du temple de la renommée, dont Larry Doby.
Le stade est utilisé au fil des ans comme lieu événementiel pour des matches de football, de baseball, de boxe, des courses de véhicules et de motocyclette ainsi que des concerts. Les Andrew Sisters, Abbott et Costello et Duke Ellington se produisent en outre dans le stade.
Utilisé à des fins d'athlétisme scolaire, le stade est fermé en 1997 en raison de son manque d'entretien. Il est menacé de démolition par le conseil scolaire de Paterson en 2002.

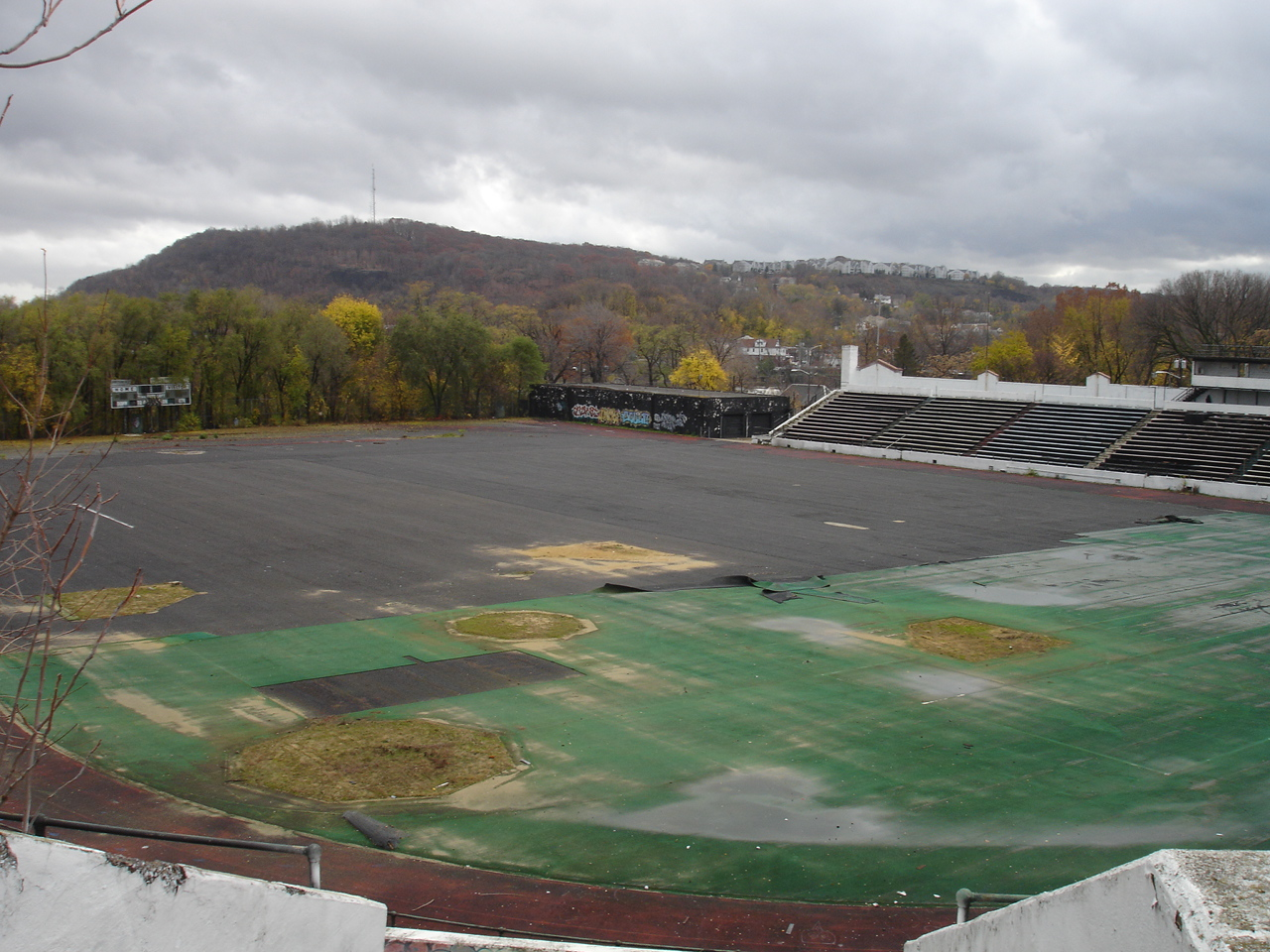
Le stade à l'abandon en 2009.

En 2021, il est rénové à des fins scolaires; il est alors conçu pour accueillir les activités d'athlétisme et de football de l'école secondaire John F. Kennedy. À partir de 2023, il accueille aussi du baseball professionnel en devenant le domicile des Jackals du New Jersey. L'annonce sème l'inquiétude dans le milieu scolaire, qui redoute d'éventuels conflits de cohabitation entre le baseball professionnel et le sport scolaire amateur.

## Protection
Le stade Hinchliffe est l'un des derniers stades existants des ligues noires de baseball. Il est à ce titre protégé tant au niveau fédéral qu'au niveau régional. Il est inscrit en 2004 au Registre national des lieux historiques au niveau national et au New Jersey Register of Historic Places (en) au niveau régional.